# Gregory "Pappy" Boyington
Gregory Boyington (Coeur d'Alene, Idaho; 4 de diciembre de 1912 - Fresno, California; 11 de enero de 1988), apodado "Pappy", fue un piloto aviador, oficial del Cuerpo de Marines de los Estados Unidos. Considerado como un as de la aviación estadounidense durante la Segunda Guerra Mundial. Por sus acciones se le concedió la Medalla de Honor , la Cruz de la Armada, entre otras condecoraciones.

## Primeros años
Gregory Boyington nació el 4 de diciembre de 1912 en Coeur d'Alene, Idaho. Se crio en las ciudades de St. Maries, Idaho y en Tacoma, Washington. En la preparatoria Lincoln High School fue miembro del equipo de lucha libre. 
Boyington hizo su primer vuelo cuando tenía seis años con el piloto acrobático Clyde Pangborn, quien más tarde haría el primer cruce del Pacífico sin escalas de 8,500 km de Misawa, Japón a Seattle, Washington en 1931.
En 1930 Boyington entró en la Universidad de Washington, donde se unió al Cuerpo de Entrenamiento de Oficiales de la Reserva, también fue miembro de los equipos de lucha libre y natación de su escuela. En los campeonatos Interestatales del Noroeste del Pacífico, ganó el título de lucha libre de peso mediano. Boyington se graduó en 1934 con un título en ingeniería aeronáutica.
Boyington pasaba los veranos trabajando en su estado natal en el campo de la minería y de la explotación forestal y en Asociación Protectora de Incendios de Coeur d'Alene.
Poco después de su graduación Boyington se casó con su primera esposa Helen Clark, vivió en Seattle y trabajó un año para Boeing como dibujante e ingeniero. Diez meses después de su boda nacería su hijo, Gregory Clark Boyington.
Siendo un niño los padres de Greg se divorciaron y creció con el apellido de su padrastro, Hallenbeck. Pero cuando decidió inscribirse en la escuela de vuelo, solicitó su acta de nacimiento y se enteró de que su padre se llamaba en realidad Charles Boyington, un dentista. Debido a que no había constancia de que Gregory Boyington se había casado, era libre para convertirse en un piloto-cadete del Cuerpo de Marines de los EE.UU.

## Carrera militar
Boyington comenzó su carrera militar desde la universidad, como miembro del Cuerpo de Entrenamiento de Oficiales de la Reserva en la que se convirtió en un capitán de cadetes. Se le comisionó como teniente segundo en la Reserva de Artillería Costera en junio de 1934, y cumplió dos meses de servicio activo con la 630a., Artillería Costera en Fort Worden, Washington. El 13 de junio de 1935, se alistó en el servicio activo en el Cuerpo de Voluntarios de la Reserva Marina, dándose de baja el 16 de julio en el mismo año.

### Cuerpo de Marines
El 18 de febrero de 1936, Boyington aceptó un nombramiento como cadete de aviación en la Reserva de la Infantería de Marina. Fue asignado a la Estación Aeronaval de Pensacola, Florida, para la instrucción de vuelo. Fue designado como piloto aviador naval el 11 de marzo de 1937, luego fue transferido a Quantico, Virginia, para el servicio con la Aeronaves Uno de la flota de la Marina. Fue dado de alta de la Reserva de la Infantería de Marina el 1 de julio de 1937 para aceptar una comisión de Teniente Segundo en la Infantería de Marina, cargo que toma al día siguiente.
Greg fue enviado a la Escuela Básica en Filadelfia en julio de 1938. Al término del curso, Boyington es trasladado a la 2ª Marine Aircraft Group en la estación Naval de San Diego. Donde tuvo muchas maniobras aeronavales con la flota de portaaviones USS Lexington y USS Yorktown. Ascendido a teniente primero el 4 de noviembre de 1940, Boyington regresó a Pensacola como instructor.
Boyington renuncia a su cargo en la Infantería de Marina el 26 de agosto de 1941 al aceptar un puesto en la Central Aircraft Manufacturing Company que era una organización civil que contrató al personal con experiencia militar para la defensa de China y de la carretera de Birmania. La unidad más tarde fue mundialmente conocida como el Grupo de Voluntarios Americanos o los Tigres Voladores.

### Flying Tigers

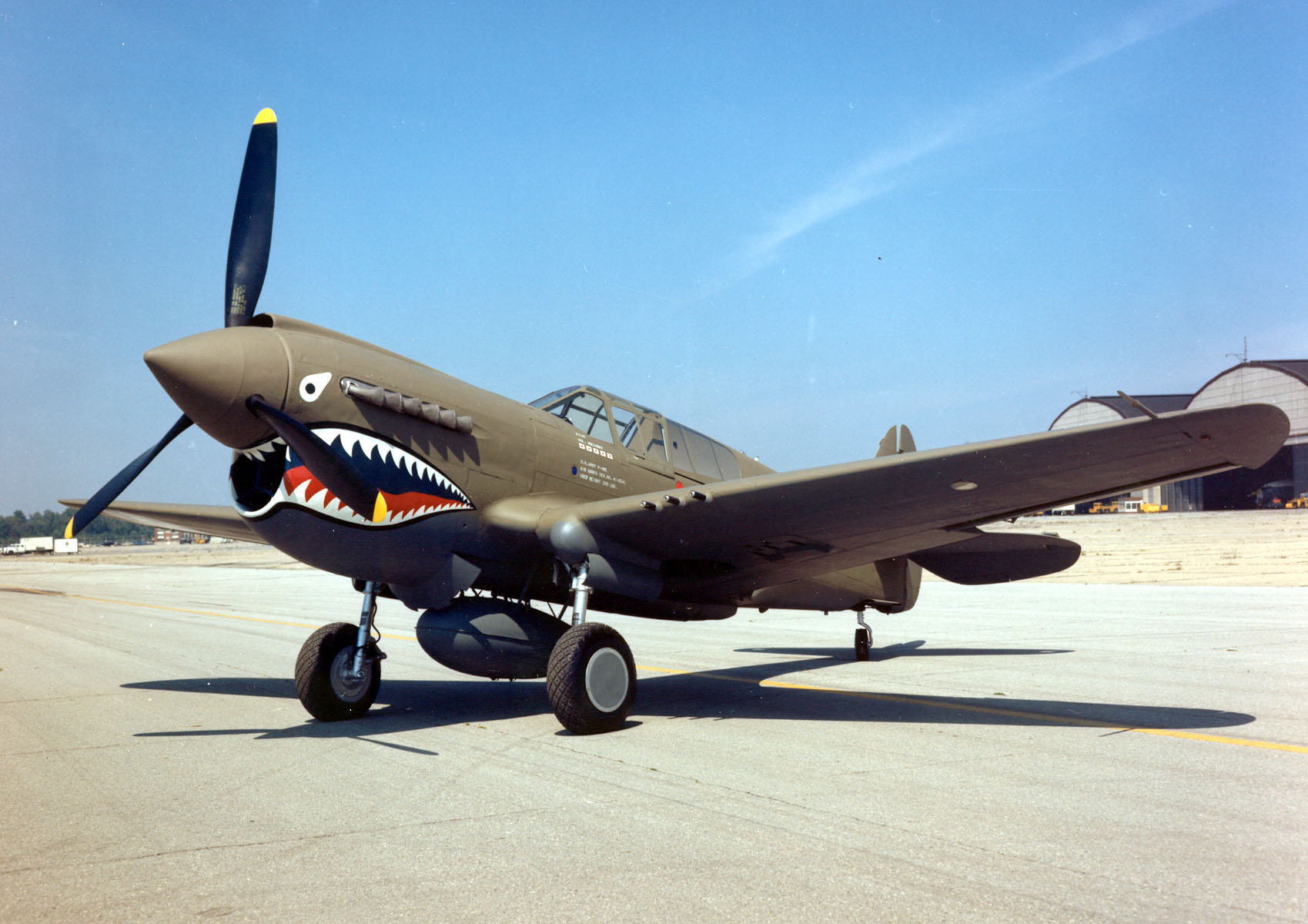
Un Curtiss P-40 con los colores de los Tigres Voladores que operaron en China de abril de 1941 al 4 de julio de 1942.

Entre 1941 y 1942 Boyington participó con los Flying Tigers o Tigres Voladores (sus detractores los consideraban como mercenarios), llegando a ser líder de escuadrón. En esa unidad de combate voló el avión caza Curtiss P-40 bajo las órdenes del teniente general Claire Lee Chennault en la República de China durante la Segunda guerra chino-japonesa hasta la primavera de 1942 cuando rompió su contrato y regresó a los Estados Unidos después de un desempeño poco espectacular en China, en donde oficialmente se le acreditaron 3.5 derribos, pero Greg reclamaría un total de 6 victorias.

### VMF-214 Black Sheep Squadron

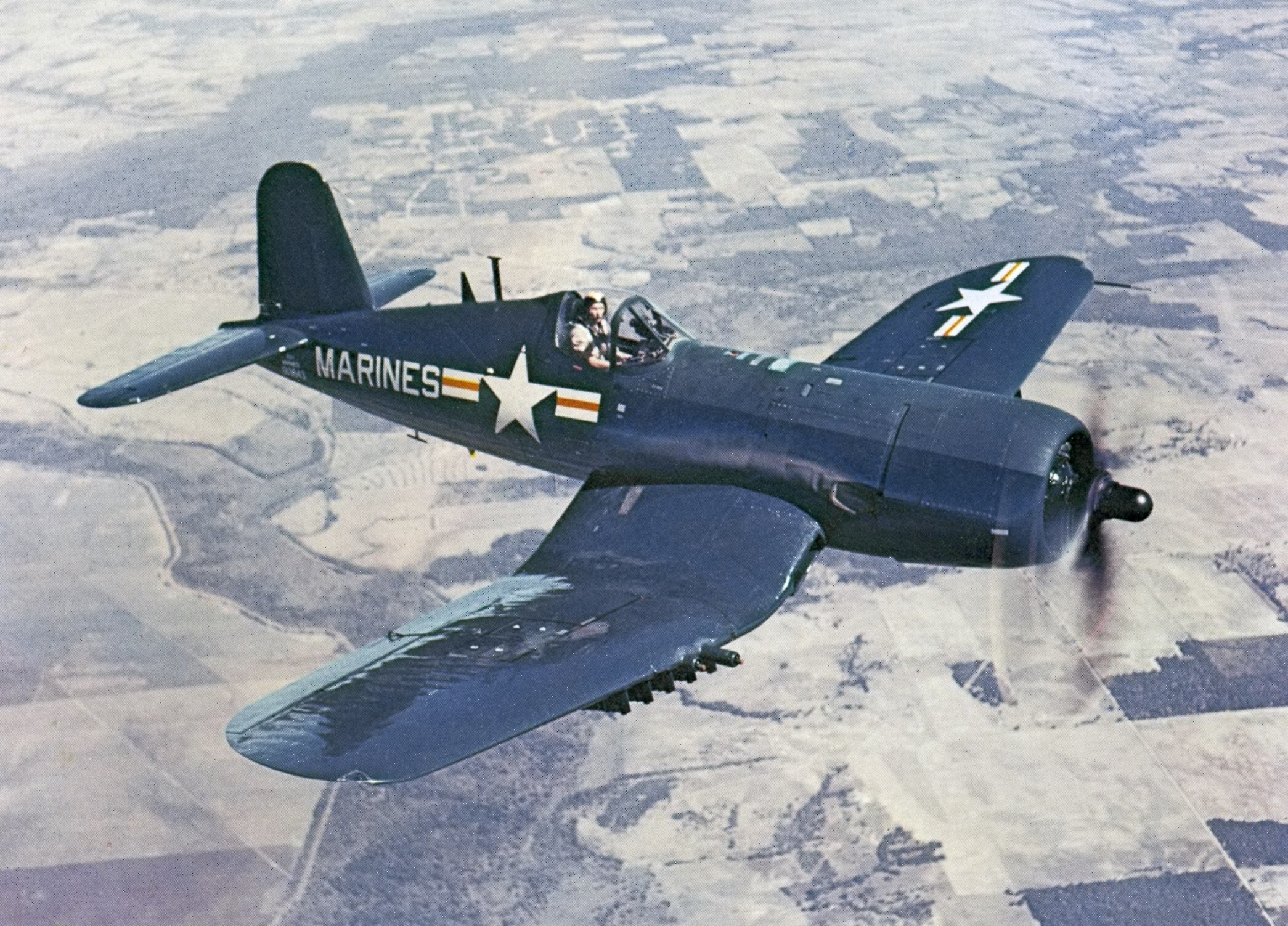
Un F4U Corsair similar al utilizado por el VMF-214

En agosto de 1943, regresa al servicio activo con el Cuerpo de Marines con el rango de mayor. Boyington fue nombrado comandante del famoso escuadrón del Cuerpo de Marines VMF-214 estacionado en la isla Vella Lavella pertenecientes al archipiélago de las islas Salomón en el Pacífico Sur.
A la edad de 31 años Boyington sobrepasaba por mucho el promedio de edad de los hombres de su escuadrón quienes lo apodaron inicialmente "Gramps" (abuelo en inglés), y "Pappy" más tarde.
En un principio se sugirió para la unidad el mote de Boyington's Bastards Squadron (Escuadrón los Bastardos de Boyington), pero declinaron ya que ese nombre no sería aprobado por el alto mando por lo que quedó el de Black Sheep Squadron (Escuadrón Oveja Negra), sugerido por el capitán Jack DeChant. Los hombres del VMF-214 eran inexpertos en combate pero bajo el mando y las experiencias de Boyington en China fueron uno de los mejores escuadrones del Pacífico, con 97 victorias en combates aire-aire confirmadas, sin mencionar el hundimiento de barcos de transporte de tropas, el bombardeo aire-tierra de instalaciones enemigas, Etc.
El 16 de septiembre de 1943, en la primera misión oficial del VMF-214 escoltaron a 70 bombarderos en picado americanos y neocelandeses en un ataque a la isla de Balale en el archipiélago de las Solomón. El escuadrón obtuvo 11 derribos, más 8 probables; Boyington tuvo 5 derribos confirmados de cazas japoneses en su cuenta personal y de inmediato fue una celebridad en los Estados Unidos.
Una típica y temeraria hazaña fue su ataque a la base japonesa en Kahili en el extremo sur de Bougainville, el 17 de octubre de 1943. Boyington y 24 pilotos de su escuadrón sobrevolaron el aeródromo donde se encontraban 60 aviones nipones, hostigando al enemigo por la radio llamándolos bastardos cobardes para que salieran a pelear. En la feroz batalla que siguió, 20 aviones enemigos fueron derribados, mientras que las Ovejas Negras regresaron a su base sin pérdida alguna.
El escuadrón Boyington, estacionado en la isla de Vella Lavella, se ofreció a que por cada Zero japonés derribado por ellos, los jugadores de la Serie Mundial de béisbol de 1943 les enviaran una gorra. Se recibieron 20 gorras aunque derribaron muchos más aviones enemigos.

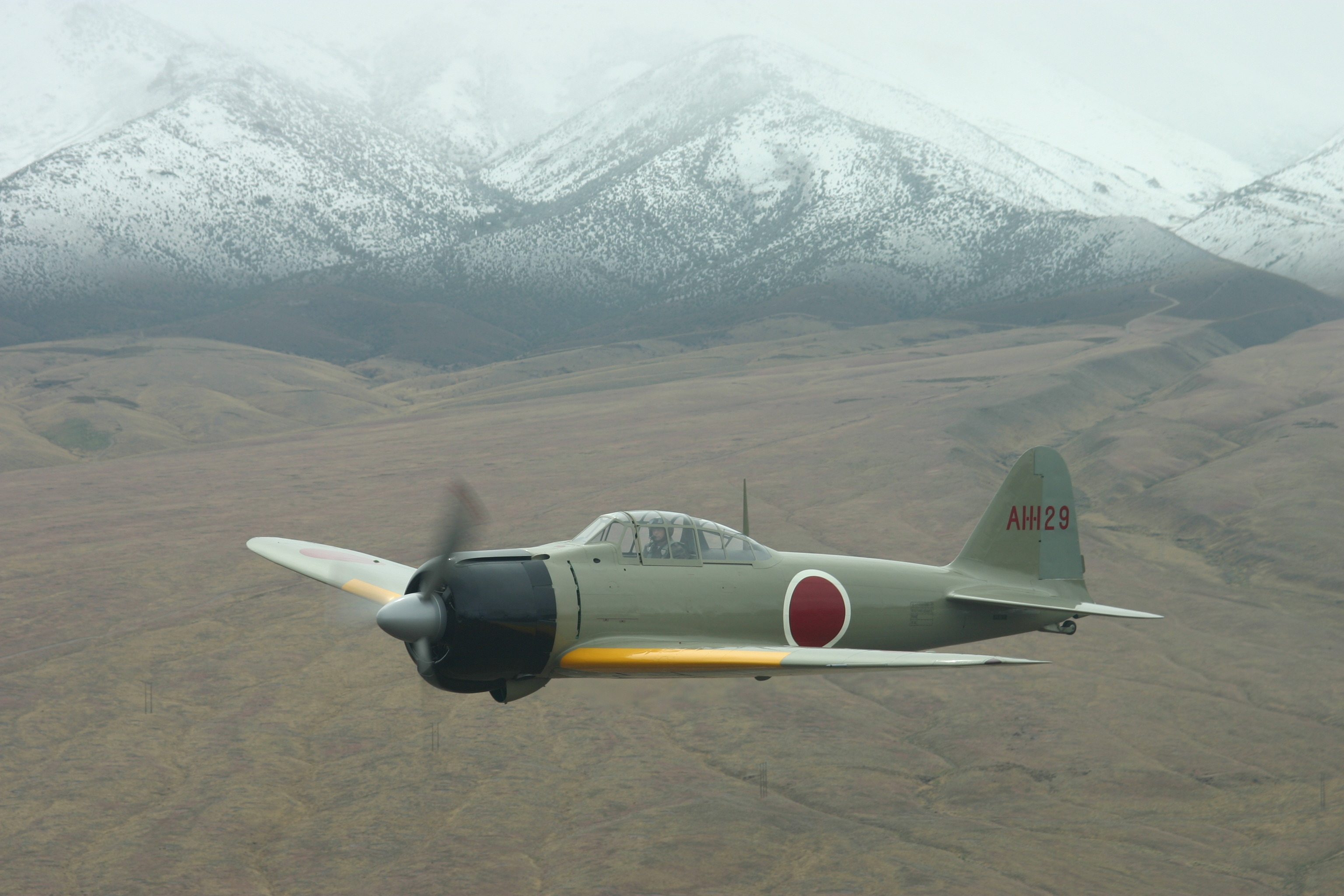
A6M Zero, el principal rival de los Aliados en el Pacífico

Durante la guerra del Pacífico el VMF-214 tuvo nueve pilotos que alcanzaron el nivel de ases:
- Mayor Greg Boyington, 22 victorias (más 6 derribos con los Tigres Voladores en China).
- Teniente primero Christopher "Wildman" Magee, 9 victorias.
- Teniente primero William N. Case, 8 victorias.
- Teniente segundo Robert W. McClurg, 7 victorias.
- Teniente primero John F. Bolt, 6 victorias; más 6 MiG-15 derribados en Corea, siendo un as en ambas guerras.[4]
- Teniente primero Paul "Moon" Mullen, 6.5 victorias.
- Teniente primero Donald "Mo" Fisher, 5 victorias.
- Teniente primero Edwin L. Olander, 5 victorias.
- Teniente primero Henry A. "Hank" McCartney, Jr., 5 victorias.

El 3 de enero de 1944 Boyington consiguió su última victoria, la número 28, pero ese mismo día fue derribado con su Corsair por cazas enemigos mientras combatía sobre Rabaul, tuvo un fuerte amerizaje, estaba mal herido pero logró subir a su balsa salvavidas donde estuvo a la deriva por varias horas en el canal de Saint George en el archipiélago de Bismarck. En un principio se le consideró como desaparecido en combate, pero en realidad fue rescatado por un submarino japonés y hecho prisionero de guerra (el submarino que rescató a Boyington sería hundido 13 días después). El flanqueador de Boyington, capitán George Ashmun, fue también derribado y muerto en combate. El sumergible desembarcó al mayor Boyington en una base japonesa en Rabaul en donde fue brutalmente interrogado, más tarde es internado en el campo de prisioneros Ōfuna en Yokohama y finalmente en el de Omori cerca de Tokio hasta el fin de las hostilidades en agosto de 1945. En el campo de Ōfuna, Boyington compartió cautiverio con el atleta olímpico, Tte. Louis Zamperini quien fue derribado a finales de mayo de 1943; precisamente en el campo de prisioneros conoció al brutal criminal de guerra Mutsuhiro "el Pájaro" Watanabe.

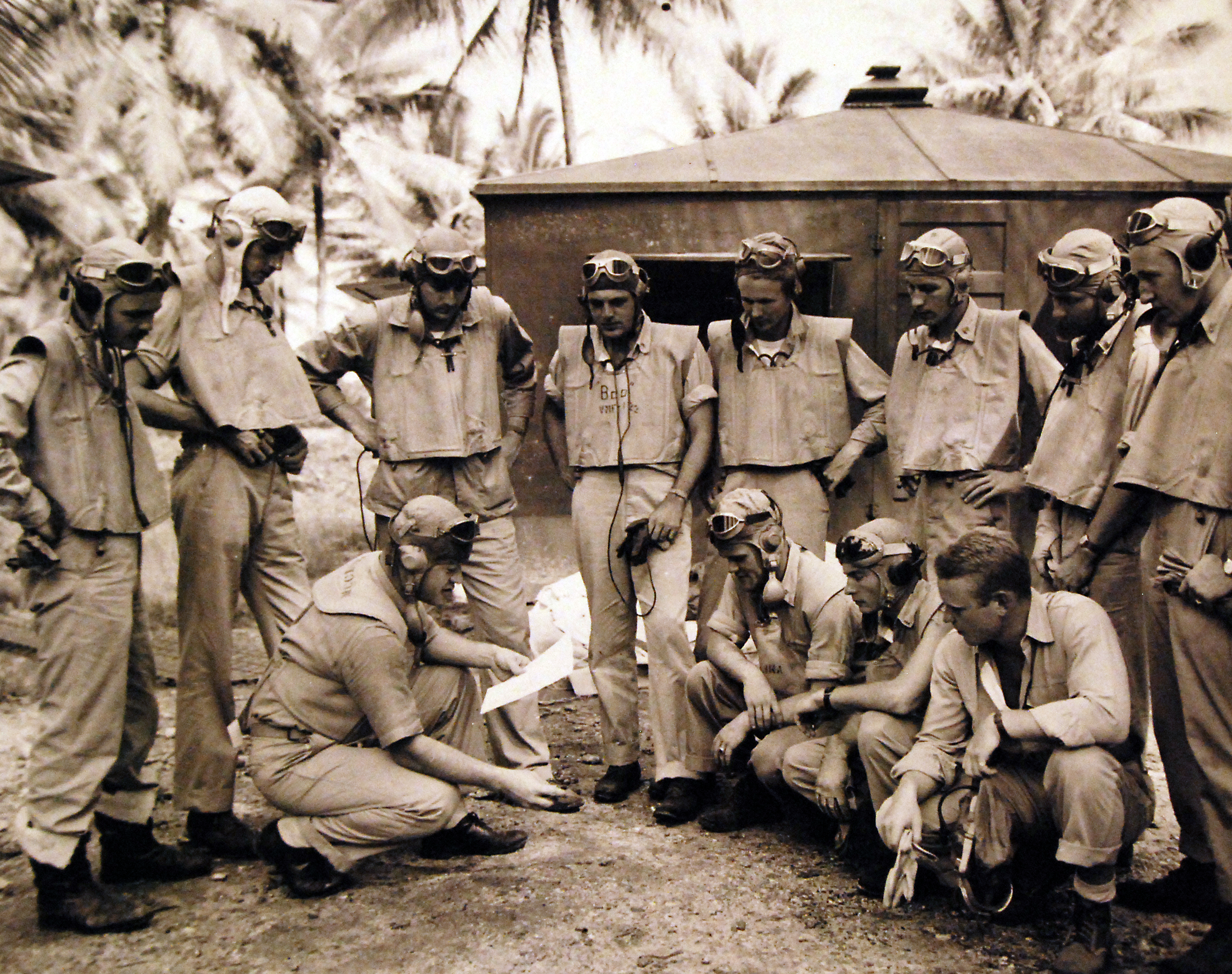
Boyington (abajo a la izquierda) con pilotos del escuadrón VMF-122 (no del VMF-214; vea la designación de chaleco salvavidas en el centro).

El 12 de septiembre de 1945 Boyington regresó a casa, hubo una fiesta de bienvenida que duró 3 días con 21 de sus antiguos compañeros del escuadrón VMF-214. La recepción se verificó en el hotel Saint Francis en el centro de San Francisco y fue cubierta por la revista Life. Esta fue la primera vez que la revista mostró fotografías de personas consumiendo alcohol. Previamente a su arribo a los Estados Unidos, el 6 de septiembre Boyington recibió el grado temporal de teniente coronel de los Marines.
Medalla de Honor del Congreso

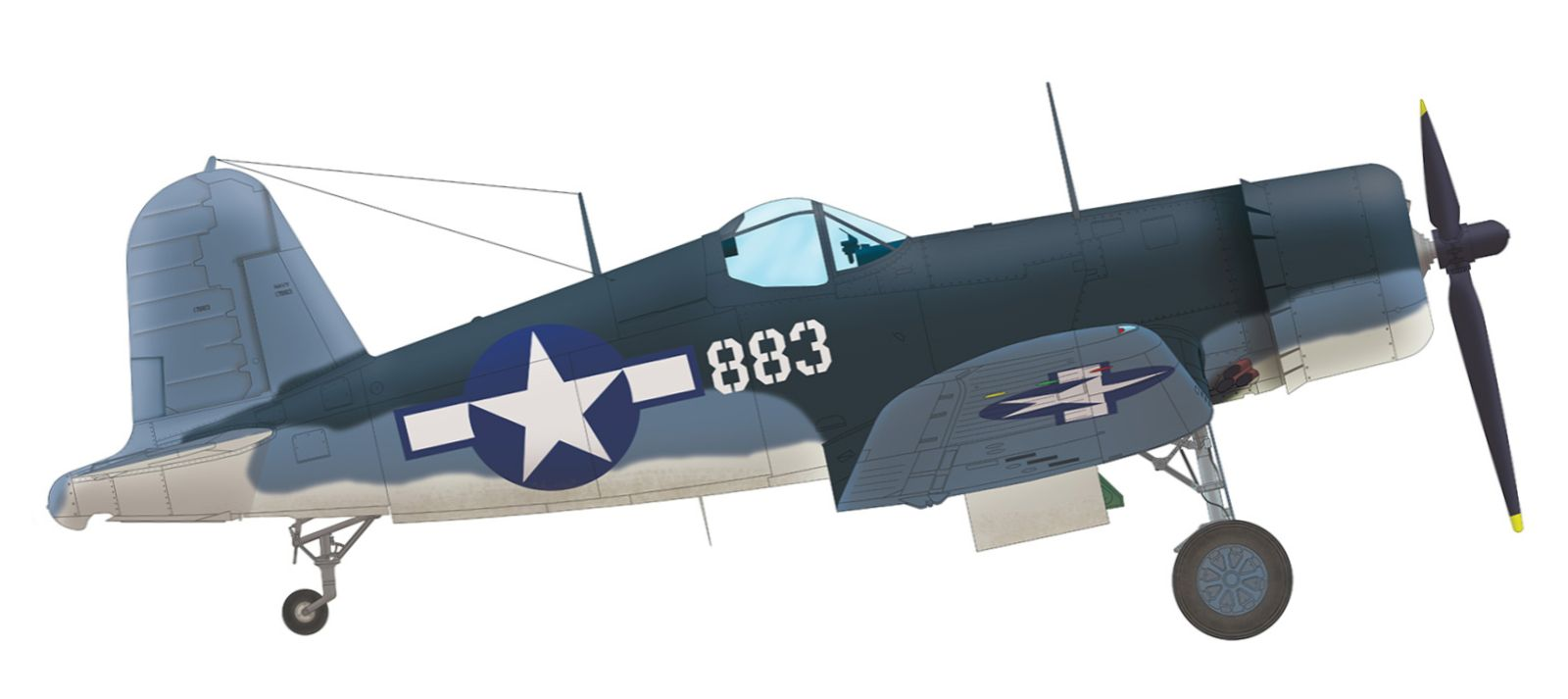
El Vought F4U-1A Corsair, BuNo 17883, de Gregory "Pappy" Boyington, comandante del escuadrón VMF-214 en Vella Lavella a fines de 1943

Poco después de su regreso a los EE.UU., como teniente coronel, a Boyington se le ordenó ir a Washington, D.C., para recibir el honor más alto de la nación la Medalla de Honor del Congreso por el presidente. La medalla había sido otorgada por el presidente Franklin D. Roosevelt en marzo de 1944. El 4 de octubre de 1945, Boyington recibió la Cruz de la Marina del Comandante de la Infantería de Marina por la incursión a Rabaúl, al día siguiente, en el "día de Chester Nimitz", él y otros marinos e infantes de marina fueron condecorados en la Casa Blanca por el presidente Harry S. Truman.

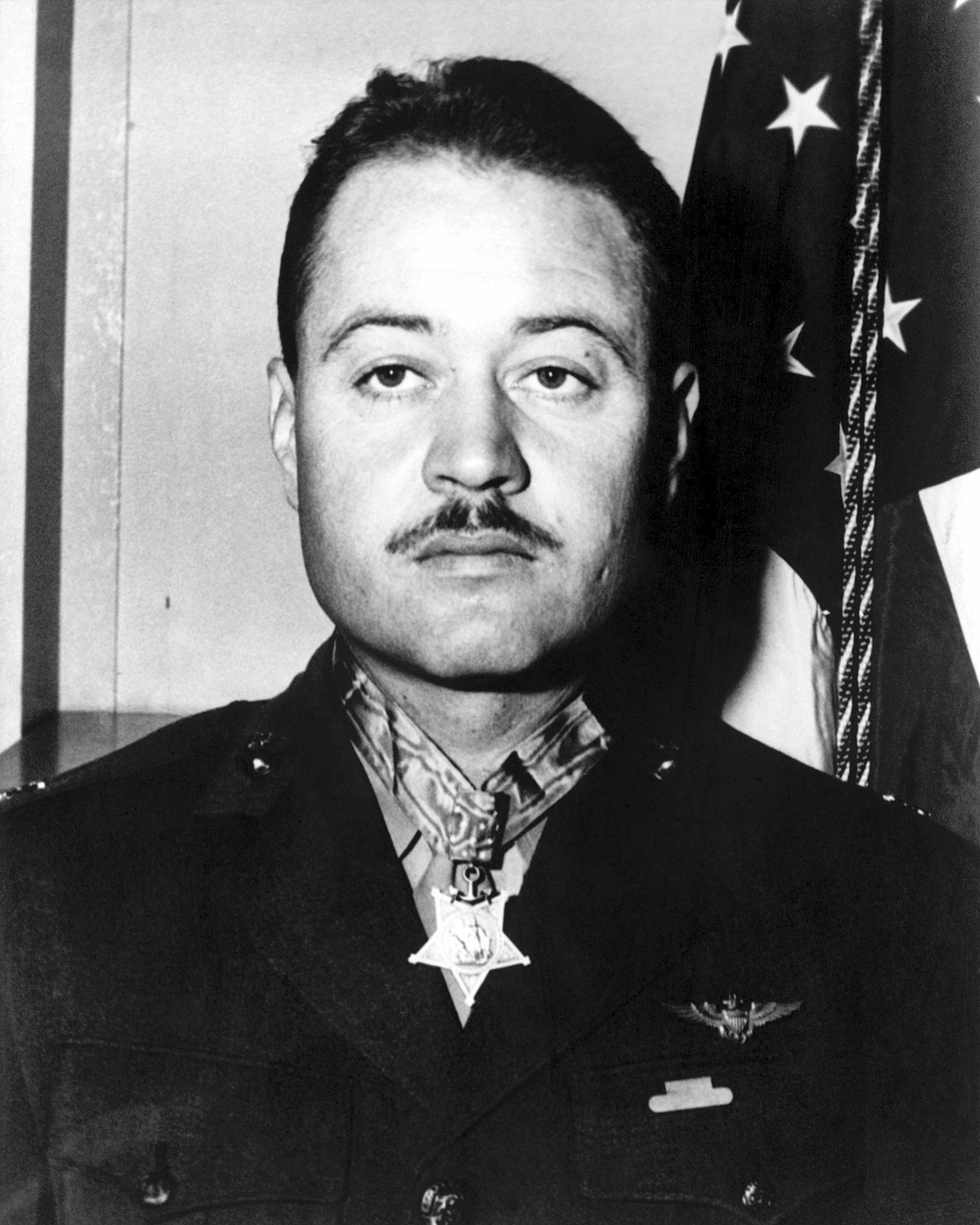
Boyington después de recibir la Medalla de Honor en 1945.

Boyington se retiró de la Infantería de Marina con el rango de coronel el 1 de agosto de 1947.

## Posguerra
Después de la guerra Boyington llevó una vida muy tormentosa por su alcoholismo, sumado a varios divorcios y muchos empleos, incluyendo el de vendedor de seguros, referee o como luchador de lucha libre profesional.
Boyington fue un padre ausente de tres hijos que tuvo con su primera esposa. Su hija, Janet Boyington, se suicidó. Otro hijo, Gregory Boyington, Jr., se graduó de la Academia de la Fuerza Aérea de los Estados Unidos en 1960, posteriormente se retiraría de la Fuerza Aérea con el rango de coronel.

## Muerte
Boyington murió de cáncer de pulmón el 11 de enero de 1988 a la edad de 75 años en Fresno, California.
Fue enterrado en el Cementerio Nacional de Arlington el 15 de enero de 1988 en la tumba 7A-150 con todos los honores respectivos a un militar condecorado con la Medalla de Honor del Congreso de los EE. UU., incluyendo un sobrevuelo con aviones F-4 Phantom II del Cuerpo de Marines de la Base Aérea Andrews en formación de un hombre desaparecido.

## Controversia
El total de victorias reconocidas a Boyington por la American Fighter Aces Association es de 24: 2 con los Tigres voladores en China y 22 con el Cuerpo de Marines.

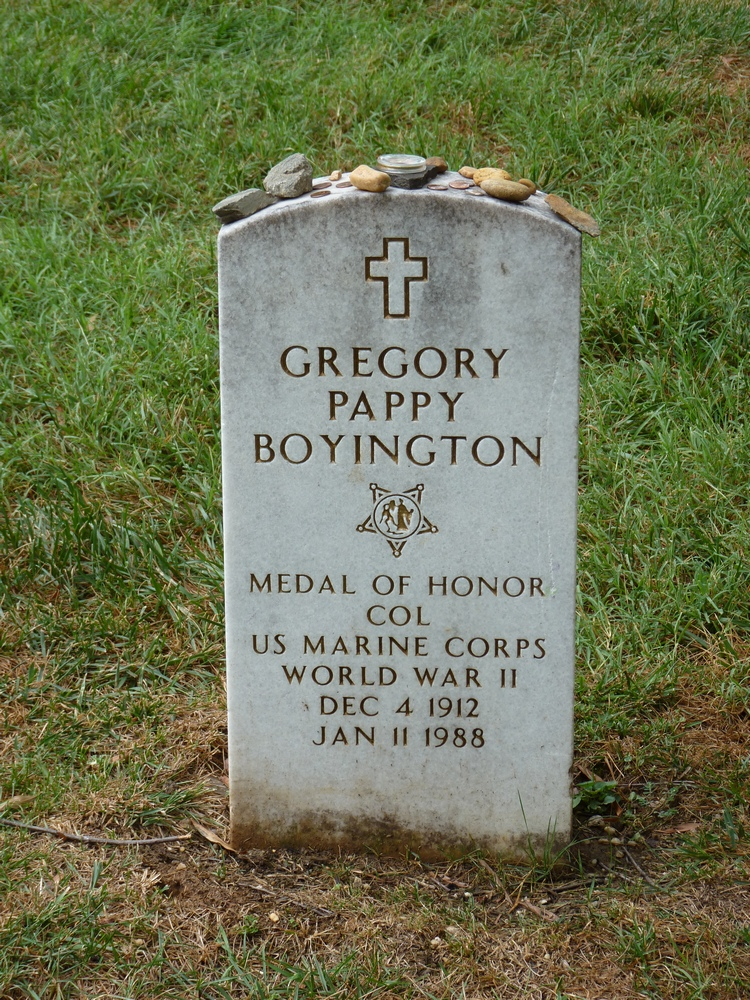
Tumba de Gregory Boyington en el Cementerio Nacional de Arlington.

Boyington en su autobiografía, Baa Baa Black Sheep publicada en junio de 1958, afirma que son 28 aviones enemigos derribados: 6 con los Tigres Voladores y 22 con los Marines.
La diferencia de cuatro aviones que alegaba Boyington haber derribado en China se debe a la controversia con el que fuera su comandante allí, quien exigió comprobación de las mismas. Boyington siempre insistió en que se trataba de un asunto de egos: él habría usado tácticas de combate más efectivas que las de su jefe. Como fuere, al romper definitivamente con los "Tigres Voladores" y volver al cuerpo de Marines, éste le reconoció los 4 derribos que sólo él atestiguaba y pasó luego a ser el líder de las "Ovejas Negras". 
Pero allí no acabaron las discrepancias: los 22 derribos acreditados en esos 84 días de combate son también fuente de discusión, porque era el propio Boyington quien acreditaba los derribos como Jefe de Escuadrón... y después de su liberación, en 1945, alegó haber derribado dos más antes de caer al mar y ser tomado prisionero.
Otra controversia sobre su persona es sobre el sospechoso buen trato que le dieron los japoneses en el Campo de Prisioneros: mientras sus camaradas volvieron desnutridos, enfermos y casi exánimes, él volvió con varios kilos de más y habiendo tenido trato preferencial por sus captores. No ha faltado quien sospeche que fue colaborador de los carceleros en ese periodo, pero nadie lo ha sostenido seriamente ni menos se ha probado.

## Serie de televisión

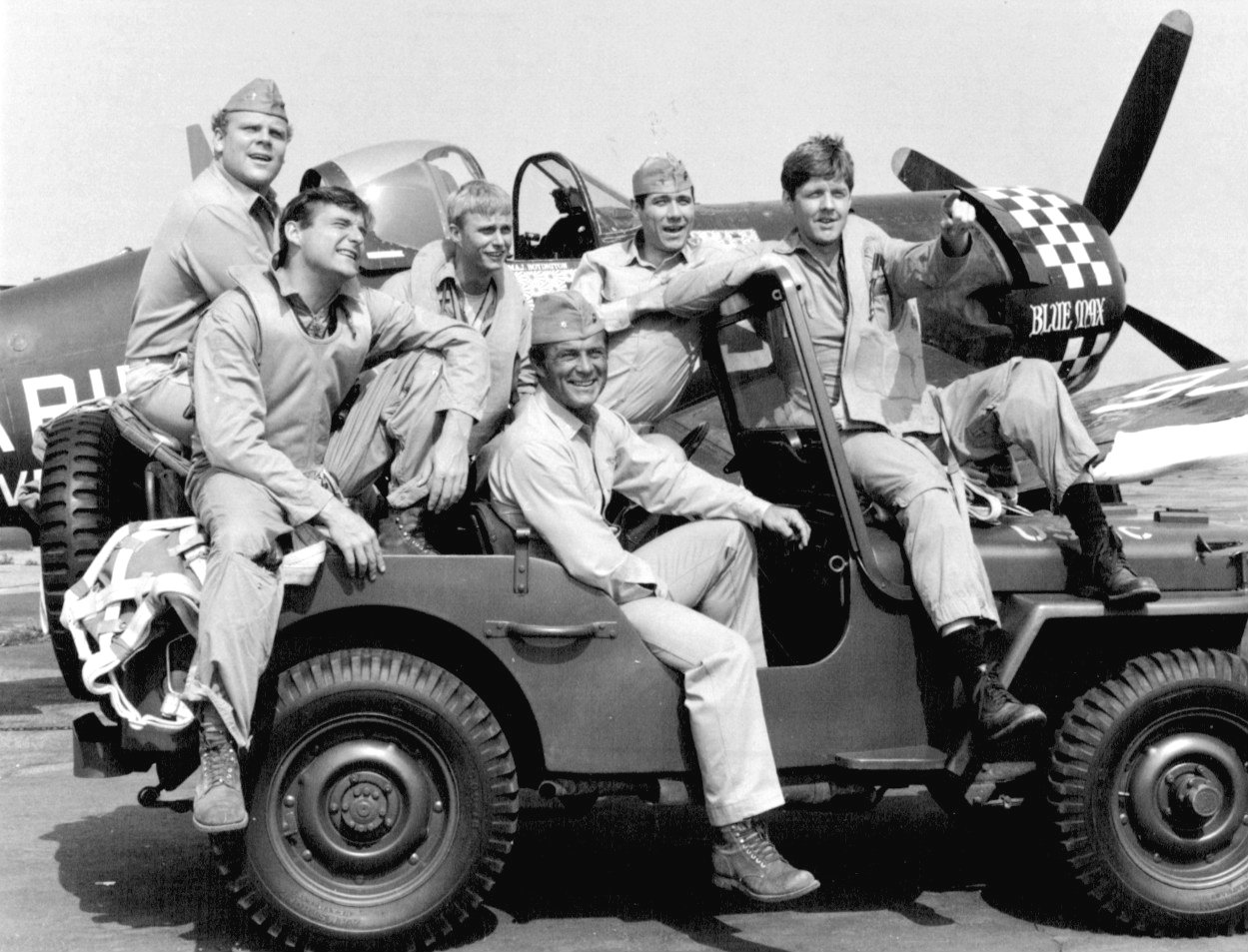
Elenco de Baa Baa Black Sheep, en 1976.

En septiembre de 1976 cobraría renombre cuando se filmó una serie estadounidense de televisión basada en sus memorias, Baa Baa Black Sheep (la serie también fue conocida en con la traducción al castellano de Los Tigres Voladores), fue el título de la serie en donde sería personificado por el actor Robert Conrad; el propio Pappy Boyington hizo un cameo en un par de episodios. La serie de la NBC tuvo 37 episodios, y finalizó el 1 de septiembre de 1978.

## Reconocimientos

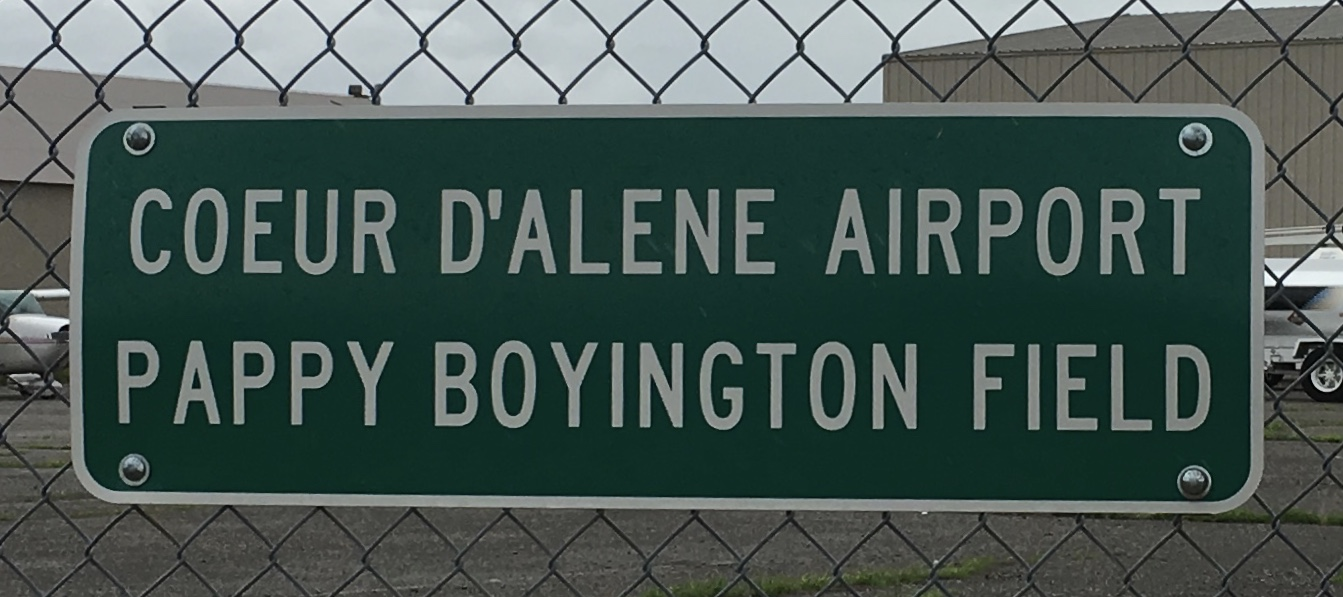
Letrero en la valla perimetral del aeropuerto de Coeur D'Alene de Idaho

En 1994 Boyington fue ingresado al Salón de Honor del National Naval Aviation Museum en Pensacola, Florida.
En agosto de 2007, un aeropuerto del estado de Idaho fue renombrado como Coeur d'Alene Airport–Pappy Boyington Field en su honor.